# 北京市通州区经济信息化局
39°51′42″N 116°42′48″E / 39.86158°N 116.71323°E
北京市通州区经济信息化局是北京市通州区人民政府的一个部门。

## 领导
2021年2月，本机构的领导为：
- 耿磊：通州区经济和信息化局党组书记、局长。工作分工：负责党组、行政全面工作
- 李实杰：通州区经济和信息化局党组成员、副局长。工作分工：负责负责党建、群团、法制、财务、行业安全生产、信用体系建设工作。分管安全科（临时机构）、社会信用体系建设联席会议办公室（临时机构）
- 关淼：通州区经济和信息化局党组成员、副局长。工作分工：负责科技人才、高精尖产业发展、装备制造、军工、工业经济运行分析和统计、都市产业发展、中小企业发展工作
- 张良：通州区经济和信息化局党组成员、副局长。工作分工：
- 张妍：通州区经济和信息化局党组成员、副局长。工作分工：

## 机构设置
2021年2月，本机构下设：
- 通州区经济和信息化局所属事业单位通州区信息中心
- 通州区经济和信息化局所属事业单位通州区中小企业服务中心
- 通州区经济和信息化局所属事业单位北京市通州区大数据事务中心
- 产业发展科
- 大数据科
- 办公室